# Dysmicoccus diodium
Dysmicoccus diodium är en insektsart som först beskrevs av Mcconnell 1941.  Dysmicoccus diodium ingår i släktet Dysmicoccus och familjen ullsköldlöss. Inga underarter finns listade i Catalogue of Life.